# Bill Purcell (Politiker)

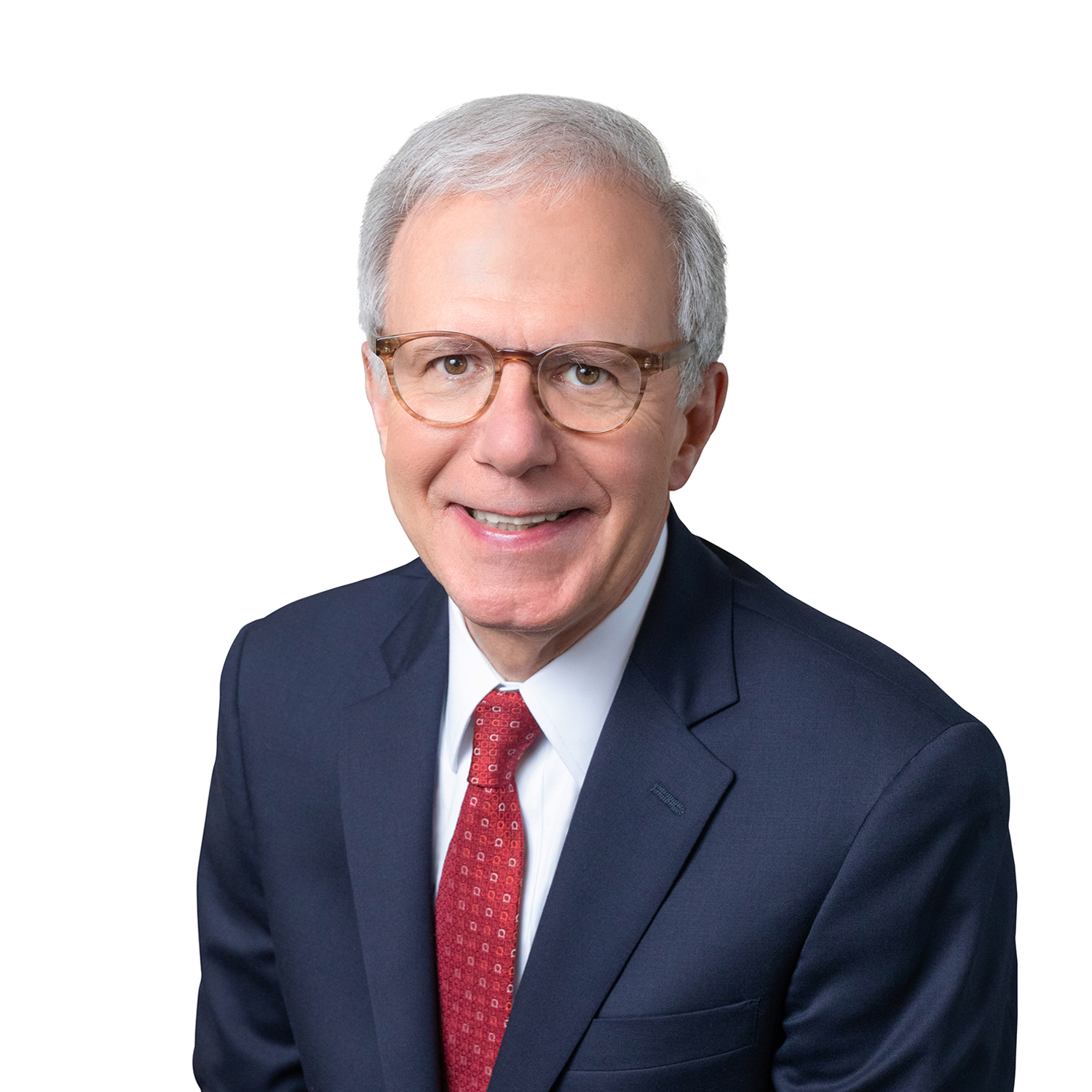
Bill Purcell

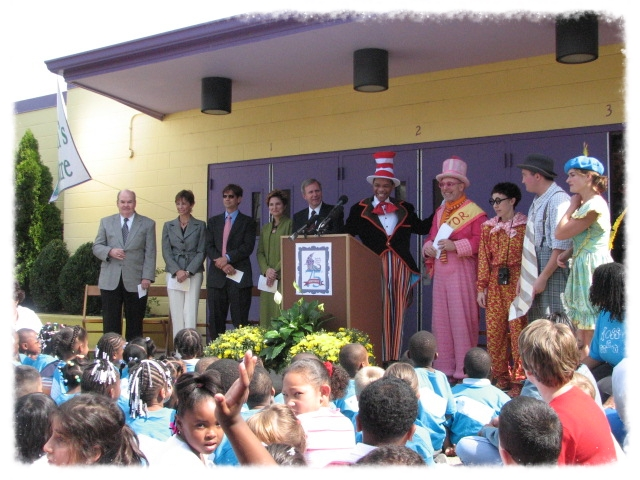
Bill Purcell (fünfter von links) bei der Wiedereröffnung eines Kindertheaters in Nashville

Bill Purcell (* 25. Oktober 1953 in Philadelphia) ist ein US-amerikanischer Politiker (Demokraten) und ehemaliger Bürgermeister von Nashville. 

## Leben
Purcell erwarb einen Bachelor-Abschluss am Hamilton College und studierte Rechtswissenschaften an der Vanderbilt University und war als Rechtsanwalt tätig. Von 1981 bis 1986 arbeitete er für die Stadt Nashville. Ab 1986 gehörte er Bill Purcell fünf Amtszeiten dem Repräsentantenhaus von Tennessee an. Er war dort von 1990 bis 1996 Mehrheitsführer. Darüber hinaus war er Vorsitzender des Ausschusses für Kinder und Jugendliche. Von 1996 bis 1999 war er Gründer und dann Direktor des Zentrums für Kinder- und Familienpolitik am Vanderbilt Institute of Public Policy Studies. 1999 wurde er zum Bürgermeister von Nashville gewählt. 2003 erfolgte seine Wiederwahl mit einem Ergebnis von 84,8 %. Seine zweite und letzte Amtszeit endete 2007. Schwerpunkte seiner Tätigkeit als Bürgermeister waren die Stärkung des Bildungswesens und der Innenstadt. 2006 wurde er als Public Official of the Year ausgezeichnet.
Im Januar 2008 war er Gründungsdekan des College of Public Service and Urban Affairs an der Tennessee State University. Ab dem 1. September 2008 war er als Direktor am Harvard’s Institute of Politics (IOP) an der John F. Kennedy School of Government tätig.
Bill Purcell ist verheiratet und Vater einer Tochter. Er lebt im Stadtteil Lockeland Springs in East Nashville.